# (6359) Dubinin
(6359) Dubinin (1977 AZ1) – planetoida z grupy pasa głównego asteroid okrążająca Słońce w ciągu 5,77 lat w średniej odległości 3,21 j.a. Odkryta 13 stycznia 1977 roku.